# شنبه بازار
شنبه بازار، روستایی از توابع بخش مرکزی شهرستان فومن در استان گیلان ایران است.

## جمعیت
این روستا در دهستان لولمان قرار دارد و براساس سرشماری مرکز آمار ایران در سال ۱۳۸۵، جمعیت آن ۶۹۷ نفر (۱۸۸خانوار) بوده‌است. اکثر خانوارها برنجکار می‌باشند، عدهای از آن‌ها داری شغل دولتی بوده و تعدادی نیز مشغول به مغازه داری هستند.محصولات دیگر این روستا که به صورت محدود تولید می‌شوند عبارتند از ماهی، مرغ‌های خانگی، غاز، بوقلمون، سبزیجات، گوجه سبز و..عده ای از خانوارها هم همزمان با شغل اصلی برنجکاری از تعدادی گاو نگهداری میکنند که از لبنیات و گوشت ان استفاده می‌شود.